# Jan Smit
Jan Smit, pseudonimo di Johannes Hendricus Maria Smit (Volendam, 31 dicembre 1986), è un cantante, conduttore televisivo e attore olandese.

## Biografia

### 1996-2004: Il successo internazionale come Jantje Smit
Jantje Smit ha iniziato la sua carriera musicale a Volendam, dove faceva parte di una boy band. Smit è stato scoperto all'età di dieci anni, quando una boy band MWN lo ha cercato per il suo talento vocale. Jantje si unì alla band e pubblicò il primo singolo. Successivamente ha pubblicato il suo primo album solista prodotto dai membri dei MWN.
Il singolo ha scalato la maggior parte delle classifiche olandesi, qualcosa che non era mai successo prima nella storia della musica olandese. Nei due anni seguenti, Jantje Smit ebbe altri cinque singoli di successo tra cui Pappie, waar blijf je nou. Tutti i brani sono state scritti da Jan Keizer, Jack Veerman e Jan Tuijp, membri della boy band BZN..
Smit è stato anche in grado di raggiungere il successo al di fuori dei Paesi Bassi, scalando le classifiche in Belgio, Germania, Austria, Italia e Francia. Per un breve periodo si è esibito principalmente in Germania, dove hanno una legislazione di lavoro più ampia per i minori. Poiché nei Paesi Bassi, i minori possono esibirsi solo un paio di volte in un anno. Mentre si esibiva, divenne uno degli artisti olandesi con più vendite all'estero.

### 2005-2007:Gewoon Jan Smit
A partire dal 25 marzo 2005, Jan Smit è apparso nel suo reality show Gewoon Jan Smit, che ha seguito la sua vita quotidiana.  Più tardi quell'anno, ha vinto il Golden Televizier Ring. Insieme a Belle Pérez, ha anche presentato il Muziekfeest op het Plein, sul canale olandese TROS. Nel corso dei anni successivi, la popolarità di Smit è notevolmente cresciuta, segnado un successo dopo l'altro, a partire con Laura, il primo singolo a raggiungere la Top 100 nazionale.
Il 15 marzo 2006, Jan Smit è stato premiato con l'Edison Award per il Best National Singer per l'album JanSmit.com. Successivamente ha scalato le classifiche con i singoli Als de morgen is gekomen e Cupido.
Nel settembre del 2006, ha collaborato con l'azienda d'abbigliamento C&A creando la collezione per ragazzi J-Style.

### 2007: Problemi alla voce
A metà ottobre fu annunciato che Smit non avrebbe potuto esibirsi almeno fino alla fine di novembre. La causa fu dei problemi di salute con le sue corde vocali. Tutte le esibizioni sono state cancellate fino al 29 novembre 2007. A causa dei suoi problemi di salute, Smit ha perso le sue apparizioni alla Symphonica in Rosso ed ai TMF Awards, ma è stato in grado di vincere il premio per il Best Pop-Act olandese. A novembre Smit ha subito un intervento chirurgico, che gli ha impedito di esibirsi fino alla fine dell'anno. Ciò significa che sia la sua presentazione Work for TROS pocket che il suo nuovo album sono stati sospesi. Anche il tour Jan Smit komt naar je toe è stato riprogrammato.

### 2008-2011:Het Bombardemented il 15º anniversario
Il 14 luglio 2008, ha pubblicato il singolo Stilte in de storm ed è stato ospite al programma Te leuk om waar te zijn.
Oltre ai Paesi Bassi, Smit ha guadagnato popolarità in Germania. Nel frattempo, ha smesso di presentare programmi televisivi.
Nel luglio 2009 ha avuto un duetto con il cantante surinamese Damaru al singolo Mi rowsu (Tuintje in mijn hart), pubblicato per SOS Children's Villages, sia in Suriname che nei Paesi Bassi, il brano ha anche raggiunto la prima posizione.
A partire dal 2011, insieme a Cornald Maas, commenta l'Eurovision Song Contest sull'emittente nazionale AVROTROS.

### 2016-presente: KLUBBB3, De Toppers ed Eurovision Song Contest
Nel 2016, con i cantanti tedeschi Florian Silbereisen e Fleming Christoff forma il gruppo KLUBBB3, un modo per Smit per aumentare le vendite anche nel mercato discografico tedesco. L'album di debutto del gruppo, Vorsicht unzensiert!, ha scalato le classifiche nazionali anche in Austria, Belgio, Paesi Bassi e Svizzera. Il 10 gennaio 2016, il gruppo ha ricevuto il smago! Award come il miglior gruppo schlager tedesco.
Il 7 gennaio 2017 gli è stato assegnato il premio "Die Eins der Besten" nella categoria "Band des Jahres". Il premio è stato assegnato durante lo spettacolo televisivo ARD Schlager-Champions - Das große Fest der Besten.
A partire dal 2017, entra a far parte del gruppo schlager olandese De Toppers, già partecipanti all'Eurovision Song Contest 2009, inizialmente come artista di supporto per i concerti, per poi essere introdotto come membro ufficiale verso l'inizio del 2018.
Il 4 dicembre 2019, è stato annunciato che avrebbe presentato, con Chantal Janzen e Edsilia Rombley, l'Eurovision Song Contest 2020 di Rotterdam, poi cancellato a causa della pandemia di COVID-19. I 3 conduttori sono stati successivamente riconfermati per l'edizione 2021, dove saranno affiancati da Nikkie de Jager.

## Vita privata
Dal 2007 al 2009, ha avuto una relazione con l'attrice e conduttrice televisiva Yolanthe Sneijder-Cabau. A partire dal 2009, Smit ha iniziato una relazione con Liza Plat. La coppia si è sposata sull'isola di Sint Maarten. La coppia ha due figli.
Nel dicembre 2013, è diventato responsabile degli affari generali della squadra calcistica del FC Volendam.

## Discografia

### Solista

#### Album in studio
- 1997 - Ik zing dit lied voor jou alleen
- 1997 - Kerstmis met Jantje Smit
- 1998 - Het land van mijn dromen
- 1999 - Jantje Smit
- 2000 - 2000
- 2001 - Zing en lach
- 2002 - Zonder jou
- 2003 - Op eigen benen
- 2005 - Jansmit.com
- 2006 - Op weg naar geluk
- 2008 - Stilte in de storm
- 2010 - Leef
- 2012 - Vrienden
- 2013 - Ich bin da
- 2013 - Unplugged: De Rockfield Sessies
- 2014 - Jij & ik
- 2015 - Kerst voor iedereen
- 2016 - 20
- 2018 - Met andere woorden

#### Album live
- 2009 - Live '09: Jan Smit komt naar je toe Tour 08/09
- 2013 - Live in Ahoy: Jubileumconcert 2012

#### Raccolte
- 2011 - 15 jaar hits
- 2015 - Recht uit m'n hart - ballades
- 2017 - 20 jaar hits

### Con gli KLUBBB3

#### Album in studio
- 2016 - Vorsicht unzensiert!
- 2017 - Jetzt geht's richtig los!
- 2018 - Wir werden immer mehr!

### Con i De Toppers

#### Album in studio
- 2018 - Toppers in Concert 2018
- 2019 - Toppers in Concert 2019

## Televisione
- Geewoon Jan Smit (TROS, 2005)
- Jan Smit, de zomer voorbij (TROS, 2007-2014)
- Eurovision Song Contest (AVROTROS, 2011-2019) Commentatore
- De beste zangers van Nederland (AVROTROS, 2012-2019)
- Gouden Televizier-Ring Gala (AVROTROS, 2018)
- Eurovision: Europe Shine a Light (AVROTROS, 2020) Presentatore
- Eurovision Song Contest 2021 (NPO, NOS e AVROTROS, 2021) Presentatore

## Filmografia

### Cinema
- Het bombardement, regia di Vincent de Graaf (2012)
- Flikken Maastricht, regia di Zichzelf (2014)
- Het Sinterklaasjournaal, regia di Jan Vermeulen (2018)